# 能義神社
能義神社（のきじんじゃ）は、島根県安来市能義町に鎮座する神社である。旧社格は県社。

## 祭神
現在の祭神は以下の通りである。
- 天穂日命
- 大己貴命
- 事代主命

『出雲国風土記』意宇郡野城駅条に野城大神が登場する。元来の祭神はこの野城大神であったと考えられるが、野城大神と天穂日命は同一神であるという説がある。

## 歴史
『出雲国風土記』意宇郡条の在神祇官社の「野城社」、『延喜式神名帳』出雲国意宇郡の「野城神社」に比定されるが、同じく『延喜式神名帳』出雲国能義郡の「天穂日命神社」に比定する説もあり、吉佐村の国津大明神（現支布佐神社）との間に正徳年間と明治初期の2回にわたり論社争いがあった。
『日本三代実録』によれば、能義神に与えられた神階は貞観9年（867年）に従五位上、貞観13年（871年）に正五位下とされている。しかしこれが能義神社に与えられたものか、天穂日命神社に与えられたものかは不明である。
慶長16年（1611年）の火災で社殿を消失したときに古記録は失われてしまった。近世には能義郡の総社として崇敬を集めた。明治4年に郷社に列格し、その後明治6年（1873年）に県社に昇格した。

## 古代の史跡
境内地には弥生時代〜古墳時代にかけての住居跡と見られる能義神社遺跡があり、また近隣には能義神社奥院古墳をはじめとして円墳が数基ある。

## 祭事
- 2月 祈年祭
- 6月5日 御田植祭
- 6月30日 大祓
- 7月31日 夏祭り
- 10月19日 例祭
- 11月23日 新嘗祭